# Severin Jolin
Severin Jolin, född 28 maj 1852 i Stockholm, död där 11 november 1919, var en svensk kemist och läkare. Han var son till Johan Jolin av släkten Jolin och far till Einar Jolin.

## Biografi
Jolin blev student vid Uppsala universitet 1869, filosofie kandidat 1872, filosofie licentiat och filosofie doktor 1875 och förordnades samma år till docent i kemi vid Uppsala universitet. Han ägnade sig senare åt medicinen, blev medicine kandidat 1881 och medicine licentiat 1885, promoverades 1888 till medicine doktor i Uppsala samt utnämndes samma år till extra ordinarie professor i kemi och farmaci vid Karolinska institutet i Stockholm. Han utsågs 1894 till ledamot i farmakopékommittén och var svensk generalsekreterare vid 15:e skandinaviska naturforskarmötet i Stockholm 1898 och 1902 ombud för Sverige vid den internationella kongressen i Bryssel rörande enhetlighet i sammansättningen av häftigt verkande läkemedel. År 1885 blev han sekreterare i Patriotiska sällskapet. Under åren 1896–1900 utgav han "Medicinsk månadsrevy, tidskrift för referat från de olika praktiskt-medicinska disciplinernas områden". Jolin är begravd på Solna kyrkogård.